# 韓全義
韓全義（?—805年），早年在神策軍中效力，宦官竇文場對他很有好感，起用全義為帳中偏將，典禁兵駐守長武城，後任夏綏節度使，全義無能，多賴高崇文。
淮西節度使吳少誠抗拒朝廷命令。貞元十六年（800年），朝廷起用韓全義討伐吳少誠，任命為蔡州（河南省汝南縣）四面行營招討使，17個戰區野戰軍，皆受其指揮。韓全義不懂軍事，將部隊駐紮在低下潮濕的地方，陣中出現疫病。韓全義不當一回事，未進行治療，於是軍心迅速瓦解。
貞元十六年五月庚戌日，韓全義與淮西軍戰於廣利城（河南省項城縣南），旗鼓未交，諸軍大潰，吳秀等乘勢追擊，韓全義退保五樓（河南省上蔡縣東北）。是年七月，吳少誠進擊韓全義於五樓，全義又大敗，与監軍賈英秀夜逃至溵水，又退回陳州。唐憲宗繼位，厭惡韓全義的劣跡，全義大懼，自請入朝，以太子太保致仕，不久病逝。

## 延伸阅读
[在维基数据编辑]
 《舊唐書/卷162》，出自刘昫《舊唐書》
 《新唐書·卷141》，出自《新唐書》